# Charkiwśka
Charkiwśka (ukr. Харківська) – jedna ze stacji kijowskiego metra na linii Syrećko-Peczerśka. Została otwarta 28 grudnia 1994.
Stacja Pozniaky posiada 2 wejścia. Znajduje się na skrzyżowaniu Alei Bażana Mykoły i ulicy Rewuckiej.